# 1551
سنة 1551 م كانت سنة بسيطة تبدأ يوم الخميس (الرابط يظهر نموذج التقويم الكامل للسنة) من التقويم اليولياني.

## أحداث
- حصار طرابلس في الفترة ما بين 9 أغسطس و15 أغسطس.
- سنة 1551 فتح العثمانيون في عهد سليمان القانوني طرابلس و سميت بولاية أو ايالة طرابلس الغرب.

## مواليد
- أبو الفضل بن مبارك
- شارلوت دي سوف
- ماريا آنا من بافاريا

## وفيات
- مارتن بوسر